# 豊橋市立下条小学校
豊橋市立下条小学校（とよはししりつ げじょうしょうがっこう）は、愛知県豊橋市下条東町にある公立小学校。

## 概要
- 下条東町、下条西町などが校区であり、公立中学校の進学先は豊橋市立青陵中学校である。

## 沿革
- 1872年（明治5年） - 八名郡藤ヶ池村に郷学校として藤ヶ池郷学校が開校。金西寺[注釈 1]を仮校舎とする。
- 1873年（明治6年）10月 - 第9中学区第41番小学下条学校となる。五井村、八反ヶ谷村、竹之内村、天王村、堀之内村、藤ヶ池村、白石新田の児童が通学する。
- 1875年（明治8年） - 天王村に移転。天王村の江楽寺[注釈 2]を仮校舎とする。
- 1878年（明治11年） - 
  - 五井村、暮川村、天王村、八反ヶ谷村が合併し、西下条村となる。
  - 藤ヶ池村、堀之内村、竹之内村、白石新田が合併し、東下条村となる。
- 1882年（明治15年） - 西下条村字暮川が校区に加わる。
- 1887年（明治20年）3月 - 尋常小学西下条学校に改称する。
- 1889年（明治22年）10月1日 - 東下条村、西下条村、犬之子村が合併し、下条村が発足。
- 1892年（明治25年）
  - 4月 - 下条村字東下条西浦（現在地）に校舎を新築し、移転する。
  - 7月 - 高等科を設置し、下条尋常高等小学校に改称する。暮川地区が牛川尋常小学校校区に移る。犬之子地区が校区に加わる。
- 1898年（明治31年） - 暮川地区が牛川尋常小学校校区から下条尋常高等小学校校区に移る。
- 1906年（明治39年）7月1日 - 下条村と牛川村が合併し、下川村となる。
- 1907年（明治40年）3月 - 下川第一尋常高等小学校に改称する。
- 1924年（大正13年） - 下条尋常高等小学校に改称する。
- 1932年（昭和7年）9月1日 - 下条村が豊橋市編入される。
- 1933年（昭和8年）6月 - 犬之子地区[注釈 3]が豊川町に編入され、犬之子地区は豊川尋常高等小学校第一分教場[注釈 4]に移る。
- 1941年（昭和16年）4月1日 - 下条国民学校に改称する。
- 1947年（昭和22年）4月1日 - 豊橋市立下条小学校に改称する。
- 1974年（昭和49年） - 新校舎（鉄筋コンクリート造）が完成する。
- 1977年（昭和52年） - 校舎を増築する。

## 交通アクセス
- 柿の里バス（豊橋市コミュニティバス）「下条小学校」バス停より徒歩約5分。